# 豊島至
豊島 至（とよしま いたる、1900年10月10日-1947年9月20日）は、アメリカ統治下の奄美群島の首長。臨時北部南西諸島政庁知事。元は鹿児島県大島郡の教育者。

## 経歴
現在の鹿児島県大島郡瀬戸内町出身（奄美群島加計呂麻島芝地域生まれ）。1921年、旧制鹿児島県立第二鹿児島中学校（現：鹿児島県立甲南高等学校）卒業。管鈍尋常小学校（後の瀬戸内町立管鈍小学校）の代用教員となったのを皮切りに教育者としての道を歩み、諸鈍や小野津の校長を務める。大島郡教育会主事を経て、鹿児島県大島支庁総務課振興係主任となる。
1946年2月、奄美群島が日本と行政分離されアメリカ合衆国の統治下に入ったことに対応するため全大島連絡委員会が発足し、豊島は大島支庁振興主事として同会幹事に就任する。その後、統治するアメリカ軍の意向により日本本土に籍を有する官吏が本土へ送還されることになり池田保吉大島支庁長も解任された際、アメリカ軍政は豊島を後任に指名。全大島連絡委員会幹事としての活躍を評価し、奄美の意見を代表する人物とみなされていたのが指名の理由とされる。豊島は任に非ずと辞退したがったが、引き受けざるを得ず3月20日に大島支庁長に就任。同年10月3日、大島支庁が臨時北部南西諸島政庁となり豊島の肩書きも支庁長から知事へと変わる。
長年教育者として仕事をしてきて偶々行政最高責任者に任命されたため慣れない郡政に苦心し、軍政府と郡民の間で常に板挟みとなりつつも、両者の橋渡し役となって奄美群島復興のために尽力。軍の指令にもとづき法制改訂委員会の設置した他、北部南西諸島赤十字社の設立、経済委員会の設置、低物価政策、対日貿易開拓への努力、税制の改革、教育面の刷新などを実施。ワイル氏病が流行する沖永良部島へ民情視察・衛生状況調査に出張している最中の1947年9月20日、病気で急逝（享年46歳）。同23日に政庁葬。副知事の中江実孝が26日付で後任知事に就いた。